# الصون (حزم العدين)

تعديل مصدري - تعديل

الصون محلة تابعة لقرية بني عبدالسلام، التابعة لعزلة حقين بمديرية حزم العدين إحدى مديريات محافظة إب في الجمهورية اليمنية، بلغ تعداد سكانها 192 حسب تعداد اليمن لعام 2004.